# Vestec (district de Náchod)
Pour les articles homonymes, voir Vestec.
Vestec (en allemand : Westetz) est une commune du district de Náchod, dans la région de Hradec Králové, en Tchéquie. Sa population s'élevait à 183 habitants en 2022.

## Géographie
Vestec se trouve à 10 km au nord-est de Jaroměř, à 11 km à l'ouest de Náchod, à 53 km au nord-nord-ouest de Hradec Králové et à 120 km à l'est-nord-est de Prague.
La commune est limitée par Litoboř et Lhota pod Hořičkami au nord, par Žernov et Česká Skalice à l'est, par Velký Třebešov au sud, et par Chvalkovice, Lhota pod Hořičkami et Hořičky à l'ouest.

## Histoire
La première mention écrite de la localité date de 1452.

## Administration
La commune se compose de trois sections :
- Vestec
- Hostinka
- Větrník

## Transports
Par la route, Vestec se trouve à 4,5 km de Jaroměř, à 25 km de Hradec Králové, à 26 km de Náchod et à 135 km de Prague.